# Étienne Peignot
Pour les articles homonymes, voir Peignot.
Étienne Peignot est un homme politique français né le 21 janvier 1871 à Marcilly-sur-Seine (Marne) et décédé le 11 janvier 1946 à Hermonville (Marne).

## Biographie
Docteur en droit en 1895, il est avocat et reçu comme attaché de chancellerie. En poste au ministère, il est ensuite substitut à Vervins et à Senlis. Il est député de la Marne de 1899 à 1902, inscrit au groupe radical-socialiste. Battu en 1902, il réintègre la magistrature comme substitut à Paris, puis substitut général en 1913, avant de devenir conseiller à la Cour de cassation.

## Distinctions
- Commandeur de la Légion d'honneur[1]

## Sources
- « Étienne Peignot », dans le Dictionnaire des parlementaires français (1889-1940), sous la direction de Jean Jolly, PUF, 1960 [détail de l’édition]